# The Makanai: Cooking for the Maiko House
The Makanai: Cooking for the Maiko House (Originaltitel: 舞妓さんちのまかないさん Maiko-san chi no Makanai-san) ist eine Netflix-Serie, gedreht von Hirokazu Koreeda. Sie basiert auf dem Manga Maiko-san chi no Makanai-san von Aiko Koyama und dem daraus entstandenen Anime von Studio J.C. Staff.

## Handlung
Kiyo bricht von ihrer Heimatstadt Aomori auf, um mit ihrer Freundin Sumire nach Kyōto zu fahren. Die Freundinnen wollen mit 16 Jahren eine traditionelle Ausbildung als Maiko (Lerngeisha) absolvieren. Sie leben deshalb im Haus Saku, das Maikos ausbilden lässt und dann für Engagements vermittelt. Ähnlich einer Familie leben Kiyo und Sumire dort mit anderen jungen Frauen zusammen, geleitet und beaufsichtigt von zwei älteren Maikos. Während Sumire sich beim Tanz- und Musikunterricht bewährt, scheitert Kiyo und soll nach Hause zurückkehren. Vorher übernimmt sie vorübergehend die Arbeit der Köchin des Hauses und findet wider Erwarten ihren Platz im Haus Saku als Makanai-san (Köchin). Die neun Folgen der Serie geben einen Einblick in die strenge Ausbildung der japanischen Maikos und ihren Alltag. Freundschaft, die therapeutische Wirkung guten Essens und die Freude, seiner Bestimmung nachzugehen, stehen im Mittelpunkt von The Makanai: Cooking for the Maiko House.

## Produktion
Produziert wurde die Serie von dem bekannten Regisseur Hirokazu Koreeda, dessen Filme schon mehrfach Preise gewannen, und von Genki Kawamura. Koreeda wollte mit dieser Serie auch der außerhalb Japans verbreiteten Annahme entgegenwirken, Geishas würden eine besondere Art von intimen Dienstleistungen vollbringen und von ihren Eltern als Kinder verkauft werden. Stattdessen soll The Makanai: Cooking for the Maiko House die strikte und lange Ausbildung dieser Frauen und die Traditionen, die mit ihrem Beruf verbunden sind, aufzeigen. Großes Gewicht legte er bei seiner Arbeit auch auf die Darstellung der Mahlzeiten sowie der Tradition des saisonalen Kochens in Japan.
Hinter der Kamera stand Ryuto Kondo, der schon in Koreedas prämiertem Film Shoplifters – Familienbande die Kamera führte. Die Serie ist untermalt mit der Musik der Komponistin Yōko Kanno.

## Besetzung
Die Serie läuft auf der privaten Fernsehplattform Netflix auf Japanisch mit Untertiteln.
| Rolle        | Darsteller      |
| ------------ | --------------- |
| Kiyo Nozuki  | Nana Mori       |
| Sumire Herai | Natsuki Deguchi |
| Ryōko        | Aju Makita      |
| Chiyo        | Keiko Matsuzaka |
| Momoko       | Ai Hashimoto    |
| Yoshino      | Mayu Matsuoka   |
| Asuka        | Takako Tokiwa   |

## Rezeption
Marya Gates vergleicht Koreedas Serie mit dem mai (舞), dem Tanz der Maiko: „Like these traditional dances, the director brings a decidedly light touch to the series, never reveling in drama, but rather choosing to reveal deep emotions through the smallest of gestures.“ (Wie bei diesen traditionellen Tänzen bringt der Regisseur eine ausgesprochen leichte Note in die Serie, schwelgt nie im Drama, sondern entscheidet sich dafür, tiefe Emotionen durch kleinste Gesten zu zeigen). Sie lobt auch das schauspielerische Können der beiden Hauptdarstellerinnen: „While they are magnificent in exploring their individual journeys, Deguchi and Mori also have excellent natural chemistry together.“ (Während sie großartig darin sind, ihre individuellen Reisen zu erkunden, haben Deguchi und Mori auch eine hervorragende natürliche Chemie zusammen.)
Rouven Linnarz schrieb über die japanische Serie: „Wie schon bei seinen Spielfilmen geht Koreeda einen Weg, der an die Familiendramen des großen Yasujiro Ozu erinnert, erzählerisch und ästhetisch, und der auf ruhige, aber bestimmte Weise seine Themen verhandelt.“ Er betont auch die „sehr berührende Spielweise“ der Protagonistinnen in seiner Filmkritik.